# Pfaffenspiegel

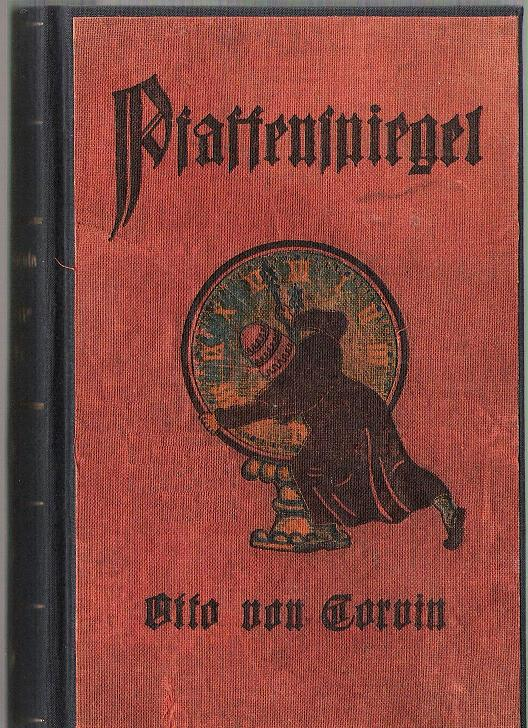
Pfaffenspiegel

Historische Denkmale des christlichen Fanatismus, ab 1891 auch als Pfaffenspiegel bekannt, war ein 1845 erschienenes antiklerikales Buch des ostpreußischen Autors Otto von Corvin (1812–1886) aus dem Jahr 1845. Das „gepfeffert polemische Werk“ erlebte bis ins 20. Jahrhundert hinein immer neue Auflagen und wurde von den Nationalsozialisten zu Hetzaktionen gegen die katholische Kirche genutzt.
Im wissenschaftlich-historischen Kontext wird Corvins Stoffsammlung ob ihrer oberflächlichen Geschichtsklitterung als wertlos erachtet.

## Entstehung

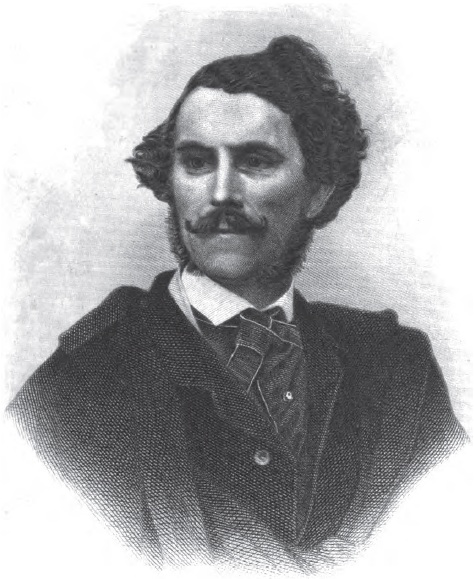
Der Autor Otto von Corvin

Corvin war nach einer Ausbildung im Militärdienst schriftstellerisch und publizistisch tätig. Er war Freidenker und gehörte liberaldemokratischen und antiklerikalen Kreisen an. Die Debatte um die Trierer Wallfahrt von 1844 und zum dort gezeigten „Heiligen Rock“ brachte ihn dazu, sein kirchenfeindliches Werk zu verfassen. Es versteht sich als Abrechnung mit dem Kirchenstaat bzw. der geistlichen Obrigkeit; es stellt laut Autorenintention kein „kulturgeschichtliches Werk“, vielmehr einen Bericht über Zustände und historische Entwicklung der „göttlichen Perversion“ dar.
Die Schrift erschien 1845 unter dem Titel Historische Denkmale des Christlichen Fanatismus bei der Gebauer’schen Buchhandlung zu Leipzig. Ab der zweiten Auflage 1868 unter dem Namen Pfaffenspiegel.
- Historische Denkmale des Christlichen Fanatismus. Gebauer’sche Buchhandlung, Leipzig 1845
  - Historische Denkmale des Christlichen Fanatismus. Band 1 Druck von 1847 Digitalisat
  - Historische Denkmale des Christlichen Fanatismus. Die Geißler. Band 2
- Pfaffenspiegel. Historische Denkmale des Fanatismus in der römisch.Katholischen Kirche. 2. Auflage 1868
- Pfaffenspiegel. Historische Denkmale des Fanatismus in der römisch.Katholischen Kirche. Dritte neu durchgesehene Auflage. Vogler und Beinhauer, Stuttgart 1870 Digitalisat
- Pfaffenspiegel. Historische Denkmale des Fanatismus in der römisch.Katholischen Kirche. 4. Auflage. Expedition des Pfaffenspiegels, Zürich 1870.
- Pfaffenspiegel. Historische Denkmale des Fanatismus in der römisch.Katholischen Kirche. 5. Auflage. A. Bock, Rudolstadt 1885

## Wirkung
Die unverblümte Polemik stieß auf heftige Anfeindung aus Kirchenkreisen, aber auch auf bedeutendes Interesse. So konnte bereits 1860 eine Gesamtauflage von 1,6 Millionen Exemplaren verzeichnet werden.
Nach einem Urteil vom 28. März 1927 mussten einige Textstellen aufgrund eines Verstoßes gegen §166 StGB – „Beschimpfung von Bekenntnissen, Religionsgesellschaften und Weltanschauungsvereinigungen“ – gestrichen werden.
Während des Nationalsozialismus wurde das Buch zwar im Januar 1934 von der Staatspolizei verboten und eingezogen (Aktenzeichen 4. 3310/2. 34), aber bereits im Mai 1934 wieder ausgehändigt. Später wurde es von der NSDAP zu Hetzkampagnen gegen die katholische Kirche benutzt und seine Verbreitung gefördert. Gegen die Verbreitung des Pfaffenspiegels durch die Nationalsozialisten wehrten sich Kirchenvertreter. Unter anderem versuchten die Bischöfe Michael Buchberger und Conrad Gröber mit der Behauptung, Corvin sei „besonders unarisch“ und Halbjude gewesen, diesen bei den Nationalsozialisten zu diskreditieren; dabei bezogen sie sich auf Veröffentlichungen von Theodor Fritsch. Clemens Gahlen verfasste 1937 eine Gegenschrift unter dem Titel Der zerbrochene Pfaffenspiegel.
Im wissenschaftlich-historischen Kontext wird Corvins Stoffsammlung als wertlos erachtet.

## Gliederung und Inhalt

### Wie die Pfaffen entstanden sind
Historischer Abriss der angeblichen Entwicklung des Christentums und dessen religiöser Führer von den Zeiten der Verfolgung im Römischen Reich bis in die Hochzeit der christlichen Macht, wobei der Kontext auf den zunehmenden Werteverfall und eine „kuriose“ Logik der kirchlichen Vertreter in Bezug auf die Legitimation ihrer Machtverhältnisse gelegt wird. Laut Corvin dekliniere sich die Würde der Oberen im gleichen Verhältnis wie die Zeit der Machtausübung. Als äußerst provokant und unpassend wurde vom Kirchenapparat Corvins Polemik verurteilt, Jesus wäre „Revolutionär, der auch in unserer Zeit, wenn nicht gekreuzigt, doch standrechtlich erschossen oder ins Zuchthaus gesperrt werden würde“.

### Die lieben guten Heiligen
Das Thema des vorigen Kapitels wird hier wieder aufgegriffen, der Blickpunkt liegt aber mehr auf dem christlichen Fanatismus, der von Selbstkasteiung bis hin zu ethnischer Verfolgung und Folter reiche. Oftmals (und nicht ohne Ironie erwähnt) seien die schlimmsten Barbaren und Geisteskranke von den Gläubigen als Heilige verehrt worden. Getragen wird dieses Kapitel durch die Beschreibung von christlichem Fanatismus im vorderasiatischen Raum, der größtenteils gegen den eigenen Körper gerichtet sei und bis hin zur völligen Zersetzung getrieben werde. Die Ausführungen dieser „Schizophrenie“ ziehe sich durch mehrere Jahrhunderte und finde Ausübung in allen sozialen Ständen. Wie er ausführte, konnten die lieben guten Heiligen nur durch Selbstverstümmelung den Sexualtrieb unterdrücken, da sie der „zweibeinige Zündstoff“ (sic!) immer wieder zur "Sünde" locke.

### Die heilige Trödelbude
Dieses Kapitel ist eine polemische Betrachtung kirchlicher Vertreter und deren angeblicher Methoden. Es soll zeigen, dass vor allem die Leichtgläubigkeit der Kirchgänger ausgenutzt werde, „denn es ist keiner arm genug, um nicht der Kirche auch noch seine Tränen zu spenden“. Corvin stellt eine immer straffere Organisation der Kontrollmechanismen und Intrigen-Apparate dar, welche nach seiner Analyse eher finanziellen Zwecken als humanitären und religiösen dienten. Im Brennpunkt der Erläuterung steht vor allem der Ablasshandel, durch welchen sich Gläubige durch Geldzahlungen von jeglichen Sünden, auch von noch zu begehenden, befreien könnten, was jedoch nicht den historischen Tatsachen entspricht.

### Die Statthalterei Gottes zu Rom
Die hier aufgeführten Verbrechen der Kirchenoberhäupter reichen von Mord, Zuhälterei, Pädophilie bis hin zu Sodomie. Corvin stellt ausführlich dar, wie das Papsttum historisch gewachsen einen höheren Stand als die weltlichen Herrscher erreichte, so dass z. B. „Heinrich der IV. im Schlosshof von Canossa in Eiseskälte vor seinem Papst zu Kreuze kriechen musste“ (Gang nach Canossa).

### Sodom und Gomorrha
Anhand der eigens propagierten und durchgeführten Ächtung sämtlicher Perversionen seitens der christlichen Kirche klärt der Autor über die eigentlichen moralischen Zustände und Begebenheiten innerhalb der Diözesen auf und wirft Amtsträgern mehrfach „kapitalistische Kreativität“ vor.

### Die Möncherei
Dieser Teil befasst sich eingehend mit den Zuständen in Klöstern und Abteien. Zwischenmenschliche Beziehungen und Lehrmethoden gegenüber schutzbefohlenen Kindern, welche die Klöster als Bildungsanstalt besuchten, werden ebenso beleuchtet wie die eigentliche Einhaltung der angewiesenen Ordnung. In vielen Anekdoten wird Mönchen und Nonnen moralische und sexuelle Verkommenheit vorgeworfen, was auch hier auf den Zölibat bezogen wird.

### Der Beichtstuhl
(fehlt z. B. in Stephenson-Ausgabe v. 1979)
Als Abschluss wählte Corvin eine Erläuterung der Ohrenbeichte und deren interpretatorischen Spielraum sowie Ausführungen über Selbstgeißelung als Bestrafung. Am Ende stehen Erzählungen über sexuellen Missbrauch durch den Beichtvater, etwa die Affäre um den Jesuiten Jean-Baptiste Girard.